# Tempo of the Damned
Tempo of the Damned címmel jelent meg az amerikai Exodus együttes hatodik nagylemeze 2004. február 2-án, Paul Baloff korábbi énekes halálának második évfordulóján. A Nuclear Blast által kiadott album 12 év elteltével jelent meg, az előző Force of Habit nagylemez után. Ez volt Steve "Zetro" Souza énekes utolsó albuma, a 2014-ben megjelent Blood In, Blood Out albumon hallható visszatéréséig, valamint ez volt Tom Hunting dobos utolsó albuma, egészen a 2007-es The Atrocity Exhibition… Exhibit A megjelenéséig. Ez volt az utolsó Exodus album, melyen Gary Holt mellett Rick Hunolt gitározott, valamint az első melyen Jack Gibson basszusgitározott.
A Tempo of the Damned volt az első olyan Exodus nagylemez, melyen a zenekar korábbi gitárosa Kirk Hammett is szerepel szerzőként (az Impaler című dalban).
Az Another Lesson in Violence album óta ez volt a második alkalom, hogy Andy Sneap volt velük a stúdióban. Nemcsak producerként, hanem hangmérnökként is segítette az együttest, valamint a keverést is ő végezte. Sneap az együttes későbbi albumain is rendre közreműködött.

## Háttér
A zenekar 2002-ben kezdett el újra koncertezni, amikor felkérést kaptak a Thrash of the Titans nevű turnéra, melyet a Testament énekes, a rákban szenvedő Chuck Billy megsegítésére szerveztek. Ezeken a koncerteken még Paul Baloff az eredeti énekesük állt a mikrofon mögött, azonban 2002-ben bekövetkezett halála miatt az együttes felkérte Steve "Zetro" Souza énekest, hogy újra csatlakozzon hozzájuk. Egy Európa turné után álltak neki a stúdiózásnak, mely több stúdióban zajlott Amerika-szerte. A producer Andy Sneap volt, de a zenekar nem tudta állni, a neves szakember gázsiját. Az együttes szerencséjére a stúdiókban régi barátaikkal is együtt dolgoztak, valamint az Exodus rajongó Sneap is engedett az árból, így kevesebb pénzből is elkészülhetett az anyag.
Az album nagy részét Gary Holt írta. Elmondása szerint a 2002-es koncertek után hagyott fel teljes mértékben a drogozással, ebből következett, hogy szabadidejét és kreativitását teljes mértékben a dalszerzésre fordította.
A korongra nagyrészt új szerzemények kerültek fel, csak a Sealed with a Fist és a Throwing Down voltak régebbi dalok. Ezeket Holt még a Wardance nevű zenekara számára írta, mely az Exodus feloszlása után, 1992-ben jött létre és tagja volt Tom Hunting és Jack Gibson is. Az Impaler című dal pedig még 1982-ben született meg, amikor még Kirk Hammett is a zenekar tagja volt.
Az album Jowita Kaminska borítófestményével jelent meg, és két videót forgattak hozzá. A War Is My Shepherd filmjét az USS Hornet repülőgép-hordozón forgatták, melyért cserébe 750 dollárt kellett fizetniük, míg a Throwing Down forgatása a zenekar garázsában zajlott. A Scar Spangled Banner című dal szövegét többen kritizálták, azzal vádolva meg a zenekart, hogy Amerika ellenességét hirdeti. Holt kifejtette, hogy a dalban nem hazáját, hanem az amerikai kormányt kritizálja.
A Culling the Herd című dal kapcsán egyesek nácizmussal vádolták meg az együttest, a dal azonban ironikus hangnemben beszél az általános gyűlöletről, melyet Gary Holt érez a tudatlan, ostoba emberek iránt.
A Blacklist Hunting elmondása szerint azon emberekről szól, akik átvernek másokat saját céljaik elérése érdekében. Hunting ezzel azon kijelentéseket oszlatta el, miszerint a dal fasiszta üzeneteket hordoz.
Az album címe utalás az emberiség életvitelére, miszerint „az egész átkozott emberi faj olyan tempóban él, amit csak az őrültek bírnak elviselni””.

## Fogadtatás
Az album pozitív kritikákban részesült a sajtó részéről. A német Rock Hard magazinban a "hónap albuma" lett, Götz Kühnemund a magazin főszerkesztője pedig kifejtette, hogy a zenekar ismét olyan erős formát mutat, mint az 1980-as években. A magyar Hammerworld magazinban szintén a hónap legjobb lemezeként nyilatkoztak róla, kimagasló 9,40-es átlagot elérve. Az évvégi szerkesztőségi listán pedig az év negyedik legjobb lemezeként értékelték. A német powermetal.de dicsérte az albumot, kijelentve, hogy az egyik legjobb visszatérést is jelenti egyben.
Az AllMusic írója Eduardo Rivadavia három csillagot adott rá a lehetséges ötből és kifejtette, hogy az albumon megtalálható a zenekar minden védjegye a társadalomkritikus, szarkasztikus szövegektől kezdve az energikus thrash metal zenén át, a páratlanul pontos és technikás hangszerkezelésig.
Az anyag Németországban a lemezeladási listák 67. helyéig jutott, míg az Egyesült Államokban 2600 darabot adtak el belőle, a megjelenés hetében. Ez a szám 2004. szeptember 13-án 14300 darabra módosult.

## Számlista
| 1.    | Scar Spangled Banner | 6:41 |
| 2.    | War Is My Shepherd   | 4:27 |
| 3.    | Blacklist            | 6:17 |
| 4.    | Shroud of Urine      | 4:52 |
| 5.    | Forward March        | 7:32 |
| 6.    | Culling the Herd     | 6:07 |
| 7.    | Sealed with a Fist   | 3:36 |
| 8.    | Throwing Down        | 5:01 |
| 9.    | Impaler              | 5:25 |
| 10.   | Tempo of the Damned  | 4:22 |
| 54:21 |                      |      |

| 11. | Dirty Deeds Done Dirt Cheap (AC/DC feldolgozás) | 3:52 |

| 11. | Shroud of Urine (demo)     | 4:47 |
| 12. | Tempo of the Damned (demo) | 4:23 |

| 11. | Dirty Deeds Done Dirt Cheap (AC/DC feldolgozás) | 3:48 |
| 12. | Shroud of Urine (demo)                          | 4:47 |

## Tagok
- Steve Souza – ének
- Gary Holt – gitár
- Rick Hunolt – gitár
- Jack Gibson – basszusgitár
- Tom Hunting – dob

## Közreműködők
- Producer, hangmérnök, keverés, maszter: Andy Sneap
- Keverés: Backstage Studio, Derby, Anglia
- Felvételek: Tsunami Recordings, Moss Beach, Kalifornia (dob felvételek: Prairie Sun Studio, Cotati, Kalifornia)
- Borító: Jowita Kaminska